# Нойштадт-ам-Кульм
Но́йштадт-ам-Кульм (нем. Neustadt am Kulm) — город и городская община в Германии, в земле Бавария. 
Подчинён административному округу Верхний Пфальц. Входит в состав района Нойштадт-ан-дер-Вальднаб. Подчиняется управлению Эшенбах ин дер Оберпфальц.  Население составляет 1238 человек (на 31 декабря 2010 года). Занимает площадь 20,30 км². Официальный код  —  09 3 74 140.
Город подразделяется на 9 городских районов.

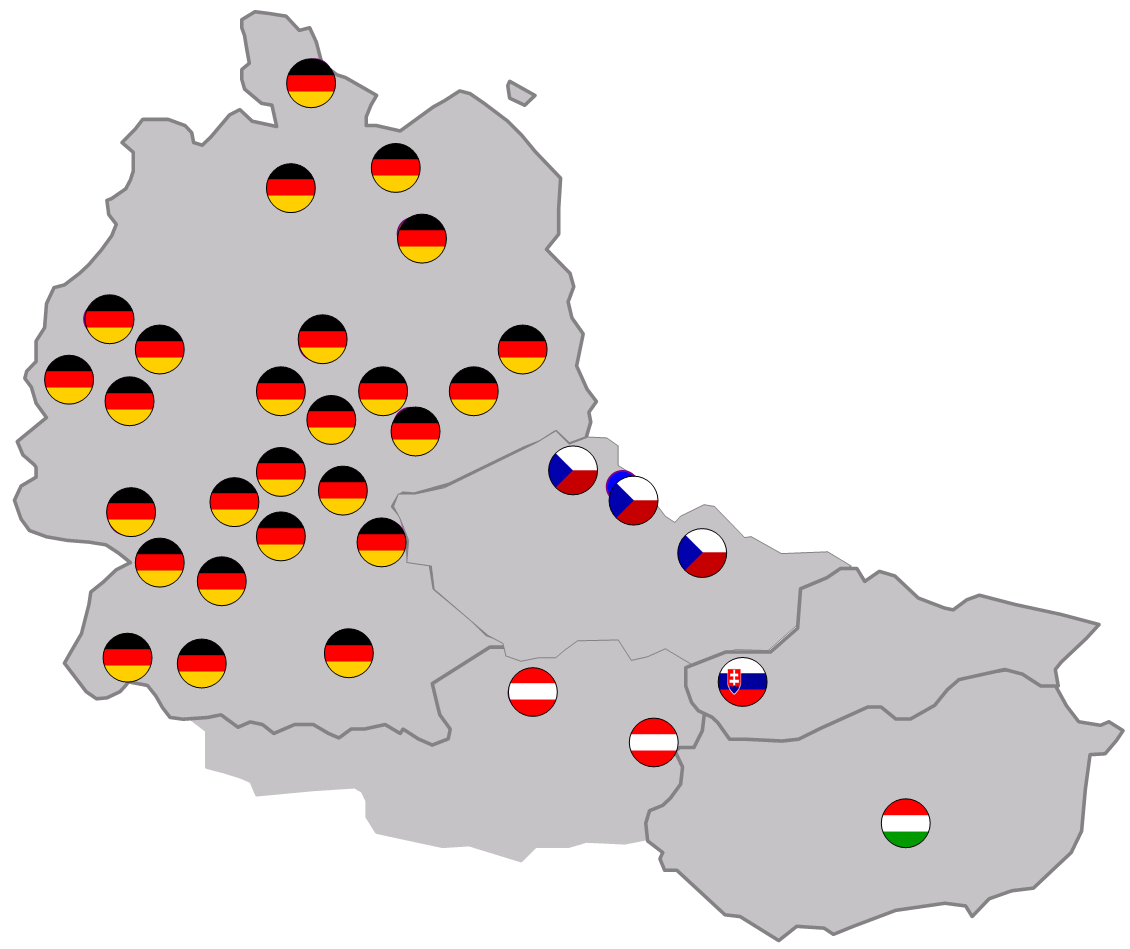
Города с название «Нойштадт» на карте Европы

## Население
По оценке на 31 декабря 2015 года население общины Нойштадт-ам-Кульм составляет 1125 чел. 

| Дата      | 1840 | 1871 | 1900 | 1925 | 1939 | 1950 | 1961 | 1970 | 1987 | 2011 |
| --------- | ---- | ---- | ---- | ---- | ---- | ---- | ---- | ---- | ---- | ---- |
| Население | 1473 | 1522 | 1343 | 1172 | 1154 | 1666 | 1374 | 1346 | 1311 | 1214 |

| Год       | 1960 | 1970 | 1980 | 1990 | 2000 | 2009 | 2010 | 2011 | 2012 | 2013 | 2014 | 2015 |
| --------- | ---- | ---- | ---- | ---- | ---- | ---- | ---- | ---- | ---- | ---- | ---- | ---- |
| Население | 1340 | 1349 | 1338 | 1368 | 1340 | 1263 | 1238 | 1202 | 1205 | 1170 | 1151 | 1125 |